# Расизм в Израиле

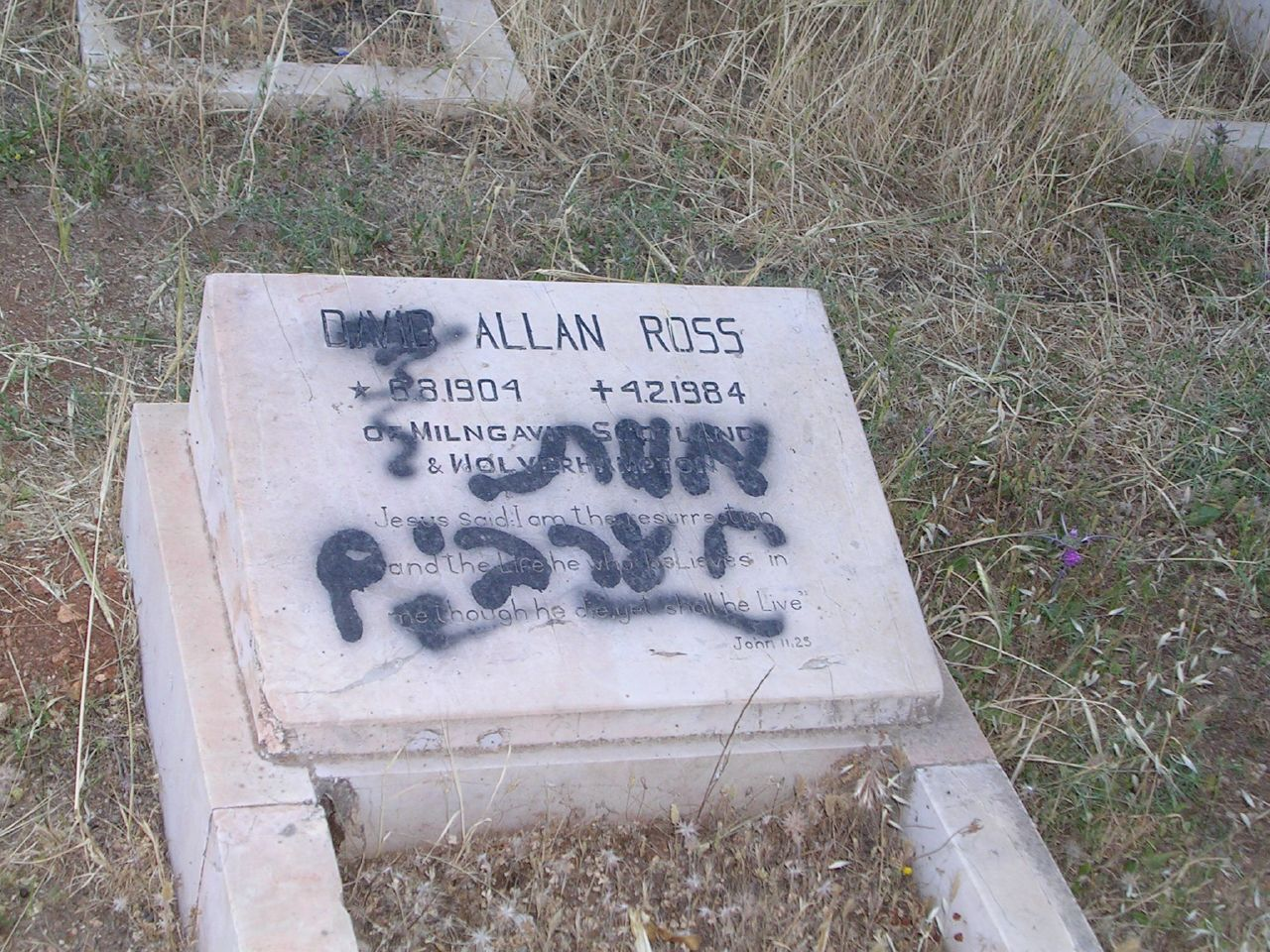
Надгробие, подвергшееся вандализму. Надпись гласит: «Смерть арабам»

Расизм в Израиле — проявление расизма представителями одних частей населения Израиля по отношению к представителям других рас.
В Государстве Израиль действует специальный закон, который закрывает путь в Кнесет тем движениям и организациям, которые исповедуют и пропагандируют какие-либо расистские взгляды. Так, в 1988 году в соответствии с этим законом движению Ках, возглавляемому раввином Меиром Кахане, было отказано в регистрации в качестве избирательного списка на выборах в Кнесет.
В Израиле расизм встречает неприятие широкой общественностью, причинами чего являются как опыт еврейского народа, пострадавшего от политики расизма, так и сложный антропологический состав самого еврейского народа, который принадлежит к различным антропологическим типам; принадлежность к евреям не зависит от антропологических характеристик. Известны только единичные случаи, которые можно рассматривать в качестве проявления расизма и которые вызывают в Израиле всеобщее осуждение.

## Основные конституционные принципы Израиля
Право еврейского народа на своё национальное государство получило международное признание в Декларации Бальфура, в мандате, полученном Британией от Лиги Наций, и в других документах.
Статус Израиля как «еврейского и демократического государства» был закреплён в Декларации независимости Израиля, в судебных постановлениях и с 1992 года в Основном законе о достоинстве и свободе человека. Как еврейское государство Израиль предоставляет всем евреям право иммиграции, установленное в Законе о возвращении. Являясь демократическим государством, Израиль в соответствии с Основным законом о достоинстве и свободе человека стремится «защитить жизнь, физическую неприкосновенность и достоинство каждого человека независимо от расы, этнического происхождения, пола или вероисповедания».
Некоторые организации пытаются оспаривать основные конституционные принципы Израиля. Например, центр «Моссауа», финансируемый Новым израильским фондом и Европейским союзом, выступает против статуса Израиля как «еврейского и демократического государства» и хочет отменить Закон о возвращении. Согласно организации NGO Monitor, центр «Моссауа» ставит своей целью делегитимизировать Израиль посредством огульных обвинений (blanket charges) в расизме и при этом игнорирует или приуменьшает те меры, которые предпринимает Израиль для борьбы с терроризмом.

## О существовании расизма в Израиле
Расизм в Израиле чаще всего наблюдается между арабами и евреями Израиля. Несмотря на то, что законодательство Израиля запрещает дискриминацию по расовым, религиозным и политическим взглядам, отмечается, что в Израиле довольно велико число «расистских инцидентов», причём объектами расизма и дискриминации являются не только арабы, но также иностранные рабочие, беженцы из Африки, и даже евреи, приезжающие из других стран, в том числе России, Эфиопии, а также различные религиозные общины.
Согласно социологическому опросу, проведённому профессором Хайфского университета Сами Смуха (Sammy Smooha), в израильском обществе нарастает как радикализация израильских арабов, так и чувство отчуждения израильских евреев от арабов.
Американский юрист Алан Дершовиц приводит доказательства того, что дискриминации в Израиле меньше, чем в любом другом ближневосточном государстве, и того, что в области соблюдения прав человека Израиль входит в число лучших стран. Он приходит к выводу:

… в Израиле существуют механизмы, помогающие улучшить состояние гражданских свобод и соблюдения прав человека. Таких механизмов нет в других ближневосточных или мусульманских странах.
Даже если сравнить с европейскими странами, уровень соблюдения прав человека в Израиле весьма высок.

В 1975 году Генеральная ассамблея ООН приняла резолюцию, в которой ставила Израиль в один ряд с практикующими апартеид странами и называла сионизм формой расизма и расовой дискриминации, но в 1991 году эта резолюция была отменена.
В 2001 году на проходящей в Дурбане (ЮАР) Конференции ООН против расизма представители нескольких тысяч неправительственных организаций обвинили Израиль в преступлениях против арабов Палестины, геноциде, апартеиде, этнических чистках. Сама конференция и её проведение были подвергнуты критике, такие организации как Human Rights Watch, Amnesty International, «Lawyers Committee for Human Rights» и другие, не поддержали её решения в отношении Израиля и евреев в целом, а профессор Ирвин Котлер назвал её «расистской конференцией против евреев».
В том же году центр «Адва» представил удручающую картину социальной разобщённости во всех областях израильской жизни: между ашкеназской и восточной общинами, евреями и арабами, мужчинами и женщинами. Однако центр не объясняет разрыв в доходах между разными слоями населения расизмом, разницей в уровне образования или какой-либо иной причиной.
В 2009 году Госдепартамент США обвинил Израиль в дискриминации неевреев и неортодоксальных течений иудаизма, а в 2010 году — в религиозном диктате и продолжающейся дискриминации неевреев и представителей неортодоксальных течений иудаизма.

## Расизм по отношению к арабам
Несмотря на то, что арабы, являясь гражданами Израиля и по закону обладая теми же правами, что и граждане-евреи, согласно арабскому центру «Адала», они испытывают ряд сложностей из-за своего происхождения, например, при поступлении в высшие учебные заведения и при регистрации культурных организаций.
Отношения граждан-евреев к арабским гражданам характеризуется подозрительностью и недоверием. Согласно опросу, проведённому израильской организацией Geocartographia для Центра по борьбе с расизмом, об отношении израильских евреев к арабским согражданам, широко распространены расистские взгляды. В частности, более двух третей евреев не желает жить в одном доме с арабами, почти 50 % не хочет пускать арабов к себе домой, а 41 % опрошенных не хотели бы посещать с арабами одни и те же развлекательные заведения.
Аналогичный опрос на тему «Восприятие „другого“ среди еврейской и арабской молодёжи в Израиле», проведённый среди израильских школьников, показал, что еврейские школьники более неприязненно относятся к арабским, нежели арабские — к еврейским. Доктор Хагай Куперминц из Хайфского университета, организовавший этот опрос вместе с доктором Игалем Розеном и Рабией Хасайси, прокомментировал это следующим образом:
В результате проведенного исследования мы обнаружили, что в мышлении еврейских школьников преобладают более глубокие стереотипы, в сравнении с арабскими учениками
Центр «Мосава» по защите гражданских прав арабского населения Израиля утверждает, что в Израиле усиливаются антиарабские настроения, а власти Израиля никаких мер по этому поводу не предпринимают.
Арабам труднее занимать государственные должности, наблюдается также дискриминация арабов и со стороны судебной системы Израиля. Израиль обвиняется также в создании сложностей при браках граждан Израиля с палестинцами: формально брак разрешён, но палестинский супруг или супруга не имеет права проживать на территории Израиля, равно как и дети от такого брака старше 12 лет. Арабы нечасто появляются в средствах массовой информации в «положительном» образе, и ещё реже — в роли ведущих и комментаторов, что создаёт тенденциозное отношение к ним со стороны израильских евреев. Заметно различаются и системы образования: арабские школьники должны изучать иудаизм, иврит и еврейскую литературу, в то время как еврейские школьники изучать арабские язык и культуру не обязаны. Арабские школы хуже снабжаются учебными материалами, в силу чего в израильских ВУЗах число студентов-арабов значительно меньше числа студентов-евреев, а количество преподавателей-арабов — незначительное меньшинство. Наблюдается дискриминация арабов в вопросах службы в армии и трудоустройства.
Озабоченность проблемами дискриминации арабов выражается как на высшем уровне власти в Израиле, так и на международном уровне.
Согласно опросу, проведённому в 2008 году социологической службой «Паланс» по заказу телеканала Кнессета о допустимости выселения израильских арабов в палестинское государство, в дискриминации арабов уверены 43 % израильтян, но более 50 % считают, что никакой дискриминации арабов нет. Одновременно 75 % израильтян выступали за идею частичного и полного переселения израильских арабов в палестинское государство. Факт проведения такого опроса вызвал обвинения в расизме со стороны некоторых депутатов.

## Расизм по отношению к евреям
Израильские евреи также испытывают проявления расизма по отношению к себе. Опрос в израильском обществе показал, что 30 % израильских арабов хотели бы исчезновения Израиля, а 38 % не верят в существование Холокоста. Профессор Алан Дершовиц пишет об отношении израильских арабов к евреям и их расистских атаках:
Они [атаки] ориентированы на каждого еврея, независимо от его или её отдельных политических взглядов… Это расизм в чистом виде
Однако, в некоторых случаях, эти атаки затрагивают также арабов.

## Расизм между еврейскими этническими группами
В настоящее время в Израиле проживают несколько этнических групп евреев. Это ашкеназы, сефарды, арабские евреи, эфиопские евреи и др. Между ними также нет единства. В частности, в прессе описывались скандалы, когда дети сефардов подвергались дискриминации в религиозных школах, где учатся дети ашкеназов, а также другие случаи проявления нетерпимости.
Определённая неприязнь со стороны израильских евреев наблюдается к репатриантам из бывшего СССР, где их считают чужаками и называют «русскими». По данным социологического опроса, проведённого профессором Э. Лешемом для международной еврейской организации «Джойнт», 25 % израильтян-выходцев из России сталкивались с дискриминацией, и чаще всего при трудоустройстве в госструктуры, а их дети подвергались дискриминации в школе со стороны учителей (40 % опрошенных) и насилию со стороны не говорящих по-русски школьников (31 % опрошенных).
Определённые трудности испытывают репатрианты из Эфиопии, в частности, в вопросах образования.
Госдепартамент США также выражает озабоченность тем, что в Израиле наблюдается нарастание религиозности в ущерб светскости, а также избирательное государственное финансирование ортодоксальных и ультра-ортодоксальных организаций и институтов в ущерб остальным, ущемление права на брак, свободу ритуалов, достоинства женщин, ущемление прав репатриантов, прав нееврейских общин. Ортодоксальные евреи также настаивают на раздельном обучении детей евреев-ашкеназов и детей евреев — выходцев с Ближнего востока и с севера Африки, хотя это признано Верховным судом Израиля незаконным.

### Расизм по отношению к эфиопским евреям
В 1991 году негативную реакцию общественности вызвал отказ владелицы частного детского сада в Бат-Яме принять ребёнка из Эфиопии.
В течение многих лет власти Израиля подозревались в государственном расизме по отношению к эфиопским иммигранткам (фалаша). В начале 2013 года Минздрав Израиля впервые признал обвинения о введении «чёрным еврейкам» гормональных контрацептивов «Depo-Provera» (Депо-Провера) без их согласия. Не исключено, что падение рождаемости в эфиопской общине Израиля приблизительно на 50 % за последние десять лет связано с насильственной контрацепцией. По данным «Ассоциации гражданских прав в Израиле» (АГПИ) в 2008 году «Depo Provera» был введен около 5 тыс. женщин, более половины из них приехали из Эфиопии. Адвокат Шарона Элиягу Хай в письме генеральному директору израильского министерства здравоохранения, профессору Рони Гамзу написала, что «полученные данные свидетельствуют о деспотичном, высокомерном и расистском отношении, которое ограничивает свободу эфиопских иммигрантов путём контрацепции, что они с медицинской точки зрения должны решать для себя сами».

### Расизм по отношению к русским (русскоязычным) жителям Израиля
В последнее время проблемы расизма по отношению к выходцам из бывшего Союза стали настолько актуальны, что на 3-й Ашдодской конференции этому вопросу была посвящена специальная дискуссия. По сообщениям израильской прессы наиболее сильно расизм проявляется в школах Беэр-Шевы.
В ответ на это, в 1999 году было создано молодёжное движение «Русские пантеры против расизма».
На известном израильском портале «ynet» была опубликована статья «Oscar-winners fight deportation». Из неё и из обсуждения статьи видно проявление расизма по отношению к русскоязычной общине

## «Чёрные евреи»
«Чёрные евреи» — малочисленная этническая группа афроамериканцев США, отождествляющих себя с евреями. Тем не менее, израильские евреи не принимают их в свою общность, и чёрные евреи не отождествляют себя с ними.
Небольшая группа в 300 человек из общины афроамериканцев США прибыла в Израиль в 1969 году. Однако Правительство Израиля не признало «чёрных евреев» евреями. Им было отказано в праве получить израильское гражданство на основании закона о возвращении. Некоторые представители этой общины в 1970-х - 1980-х годах участвовали в антиизраильских акциях и даже провозгласили себя настоящими евреями, а «белых евреев» назвали самозванцами. В силу этого, в 1984 году МВД Израиля выдворило большую часть «чёрных евреев» обратно в США. В настоящее время «чёрные евреи» инкорпорировались в общину Израиля

## Борьба с расизмом

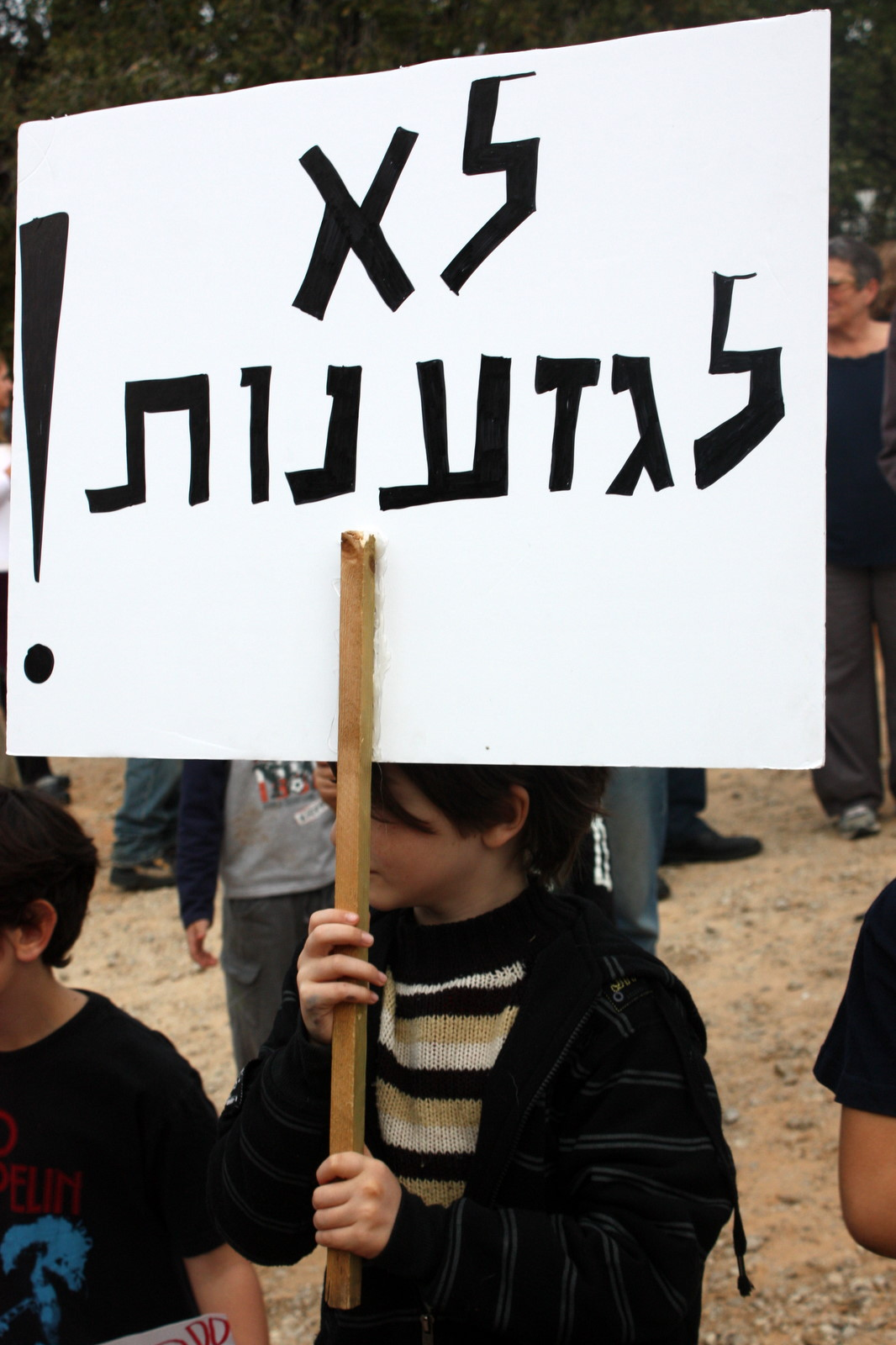
Израильтяне в Пардес-Хана-Каркур против расизма, 2010. Надпись означает «Нет расизму»

Проявления дискриминации осуждаются на высшем государственном уровне. На высшем уровне также принимаются меры по уменьшению противоречий. В частности, это отказ от приоритетного финансирования только еврейских школ. Кнессет призвал к борьбе с проявлениями расизма в русскоязычной прессе Израиля. Левые палестинские и израильские партии подписали совместное заявление в поддержку израильской борьбы за социальную справедливость и потребовали единства в борьбе против оккупации и расизма.
В Израиле возникли гражданские инициативные программы, финансируемые на частные средства. Цель этих инициатив — интеграция и сотрудничество между евреями и арабами. К таким организациям относятся, например, «Тааюш» (Арабско-Еврейское Сотрудничество), «Реут-Садака» («Дружба», молодёжное арабско-еврейское движение). Существуют поселки совместного арабо-еврейского проживания (Неве-Шалом/Уахат-эль-Салам), а также двуязычные арабско-еврейские школы.